# Ludo Philippaerts
Ludo René Mathilde Philippaerts (Genk, 22 de junio de 1963) es un jinete belga que compitió en la modalidad de salto ecuestre. Sus hijos Olivier y Nicola compiten en el mismo deporte.
Ganó una medalla de plata en el Campeonato Europeo de Saltos Ecuestres de 2001, en la prueba individual. Participó en cuatro Juegos Olímpicos de Verano, entre los años 1992 y 2004, ocupando el cuarto lugar en Sídney 2000 y el cuarto en Atenas 2004, en la misma prueba.

## Palmarés internacional
| Campeonato Europeo | Campeonato Europeo    | Campeonato Europeo | Campeonato Europeo |
| Año                | Lugar                 | Medalla            | Categoría          |
| ------------------ | --------------------- | ------------------ | ------------------ |
| 2001               | Arnhem (Países Bajos) | Medalla de plata   | Individual         |